# Министарство морнарице (Јапан)
Министарство морнарице (јап. 海軍省 — кајгунсјо) било је министарство Јапанског царства одговорно за управу у Јапанској царској морнарици од 1872. до 1945.
Основано је априла 1872. истовремено с Министарством војске, а замијенили су претходно Министарство војних послова. Ново министарство је првобитно било задужено и за управне и за оперативне послове. Међутим, након оснивања Генералштаба Јапанске царске морнарице у мају 1893. Министарство морнарице је задржало само управну функцију (буџет, кадровска питања, политички односи с Парламентом и Кабинетом).
Министарство морнарице је 1872. било организационо подијељено на секретаријат министра и три одјељења. Године 1884. основано је и генералштабно одјељење које је 1893. преобразовано у Генералштаб Јапанске царске морнарице непосредно потчињен цару. Реорганизацијом министарства 1916. основана су сљедећа одјељења: војно, медицинско, правно, организационо, кадровско, финансијско и за управу бродова.
Министар морнарице и начелник Генералштаба Јапанске царске морнарице од 1937. били су чланови Врховне команде. Министар морнарице је по закону морао да буде активни адмирал или вицеадмирал. Након пораза Јапанског царства у Другом свјетском рату, Министарство морнарице је укинуто новембра 1945.